# كيرميت إل. هال
كيرميت إل. هال (بالإنجليزية: Kermit L. Hall)‏ هو مؤرخ أمريكي، ولد في 31 أغسطس 1944، وتوفي في 13 أغسطس 2006.